# P-51 Dragon Fighter
Pour plus de détails, voir Fiche technique et Distribution.
P-51 Dragon Fighter est un film d'action, de guerre et fantastique américain, écrit et réalisé par Mark Atkins, sorti en 2014. Le film met en vedettes Scott Martin, Stephanie Beran et Robert Pike Daniel.

## Synopsis
Quelque temps avant la Seconde Guerre mondiale, une expédition archéologique nazie trouve un œuf de dragon et le fait éclore, se préparant à en produire davantage. Ces dragons sont capables de se reproduire par parthénogenèse. Chaque dragon est capable de se reproduire plusieurs fois, tout comme chacune de ses « fils ». Les dragons eux-mêmes sont contrôlés par Vril, des sorcières aryennes qui sont psychiquement liées aux dragons et peuvent les commander.
En 1942, le Dr Heinrich Gudrun (Ozman Sirgood), un cryptozoologiste nazi responsable du programme d’élevage de dragons (nom de code « Skyward ») arrive avec sa couvée. Les dragons adultes et le vril sont destinés à retrouver la supériorité aérienne dans la campagne d'Afrique du Nord pour soutenir l’Afrika Korps, sous le commandement du maréchal Erwin Rommel (Robert Pike Daniel).
Pour combattre les dragons, un général américain est envoyé avec l’ordre de constituer une escadrille de chasse composée des meilleurs pilotes alliés disponibles, dirigée par le lieutenant John Robbins (Scott Martin), le seul survivant de la première escadrille à avoir rencontré les dragons. Le général Ward (Thom Rachford) forme le « Ghost Squadron », ainsi nommé parce qu’il n’existe pas officiellement.
Dans leurs North American P-51 Mustang, l’escadrille emmène les dragons dans un piège composé de nombreux canons antiaériens. Les canons abattent deux dragons, tandis que l’un des pilotes parvient à abattre un dragon et à marquer l’emplacement avant de manquer de carburant et d’être lui-même tué par les dragons. Le lieutenant Robbins part avec ses amis pour se rendre sur le site de la bataille afin de voir ce qu’ils peuvent apprendre, mais ils sont capturés par des soldats allemands, qui les emmènent voir le maréchal Rommel.
Rommel, qui a de sérieux doutes sur les intentions du Dr Gudrun et la capacité du vril à garder les dragons sous contrôle, rencontre Robbins. Il révèle que, de temps en temps, les femelles issues de la parthénogénèse pondent un œuf dont éclot un dragon mâle. Les mâles sont incroyablement rares, mais si puissants que les légendes disent qu’ils annoncent la fin du monde. Rommel explique que cela signifie en fait la fin d’une civilisation, expliquant qu’un dragon mâle a dévasté l’Empire carthaginois et qu’un autre a accéléré la chute de l’Empire romain. Il croit également que le Dr Gudrun est en possession d’un tel œuf dans son complexe d’incubateurs caché sous une montagne.
Rommel donne à Robbins l’emplacement de l’incubateur et lui explique qu’il demandera à un « homme de l’intérieur » d’ouvrir une bouche d'aération qui mène directement à l’incubateur. Tout ce que les pilotes alliés ont à faire est de placer une bombe dans la bouche d’aération, et l’incubateur et les œufs seront détruits. Grâce à ces informations, une attaque aérienne doublée d’une mission terrestre des SAS britanniques est prévue. Le général Anderson (Harwood Gordon) obtient un bombardier Boeing B-17 Flying Fortress d’une escadrille anti-sous-marine pour s’assurer que la cible sera détruite.
L’escadrille fantôme escorte la Forteresse volante et tient les dragons nazis à distance assez longtemps pour que celle-ci puisse bombarder l’incubateur et détruire les œufs. L’« homme de l’intérieur » de Rommel est en fait l’une des femmes vril nommée Dagmar (Pernille Trojgaard), et elle est aussi un agent secret britannique. Dagmar ouvre la bouche d’aération de l’installation pour l’escadrille fantôme. Gundrun libère Asuzaka, un gigantesque dragon mâle, mais il est incinéré par lui. Au cours de la bataille aérienne, seul le lieutenant Marks (Stephen Suitts) est indemne alors que chaque pilote percute un dragon pour arrêter la force d’attaque des dragons, ce qui permet à la Forteresse volante d’atteindre la montagne et de détruire l’installation, emportant avec elle Asuzaka et les dragons restants. On pense que le lieutenant Robbins a été également tué. Cependant, une équipe au sol de SAS le localise et le ramène à l’hôpital du quartier général, où il retrouve l’infirmière Rachel McKee (Stephanie Beran).
Avec tous les œufs de dragon détruits et les dragons adultes tués, la guerre se poursuivra avec des armes conventionnelles.

## Distribution
- Scott Martin : Lieutenant John Robbins
- Stephanie Beran : Rachel McKee
- Ross Brooks : Lieutenant Drake Holdrin
- Thom Rachford : Général Ward
- Clint Glenn Hummel : Lieutenant Jake Kranston
- Harwood Gordon : Général Anderson
- Stephen Suitts : Lieutenant Arthur Marks
- Trey McCurley : Lieutenant Jeff Campbell
- Riley Litman : 2e lieutenant Robert Foy
- Anthony Dupray : Lieutenant Bertrand Galieu
- Johnny Kostrey : capitaine d’aviation Karl Kuttelwascher
- Paul Whetstone : Général Dirk Emerick
- Michael Hampton : Sous-lieutenant d’aviation Alistair Godfrey
- Stephen Blackehart : capitaine d’aviation Millet
- Pernille Trojgaard : Dagmar
- Ozman Sirgood : le docteur Heinrich Gudrun
- Robert Pike Daniel : Général Erwin Rommel (orthographié « Irwin » Rommel)
- Madison Boyd : Sue Strickland
- Jared Cohn : Lieutenant Gilman[2]

## Production
P-51 Dragon Fighter s’est fortement appuyé sur les images générées par ordinateur pour créer les batailles aériennes entre les avions de chasse P-51 et les dragons. Les prises de vues censées représenter le paysage d’Afrique du Nord ont été tournées à Blue Cloud Movie Ranch, Santa Clarita, Red Rock Canyon State Park, Cantil, et Trona Pinnacles, Ridgecrest, en Californie.

## Réception critique
Dans sa critique de P-51 Dragon Fighter, le critique de cinéma Martin Hafer note : « L’essentiel est que P-51 est en effet un mauvais film, et cela ne devrait surprendre personne (sauf, peut-être, les gens qui ont fait le film). Il a des valeurs de production décentes et pourrait intéresser les cinéphiles vraiment peu exigeants et peut-être déments. Ma seule inquiétude est que si le film parvient à gagner de l’argent, nous verrons des mash-ups encore plus étranges. Quelle est la prochaine étape ? Cavemen with Nukes, Jésus et Gandhi contre Hitler ou peut-être The Obaminator, où nous apprenons que notre président est un robot envoyé du futur pour anéantir l’humanité ?! »